# Јелена В. Ђукић
Јелена Ђукић (Беране, 16. јануар 1995) црногорска је позоришна, телевизијска и филмска глумица.

## Каријера
Глуму је дипломирала на Факултету драмских умјетности на Цетињу, у класи професора Бранислава Мићуновића. Током студија и на почетку професионалне каријере добијала је улоге у поделама представа Црногорског народног позоришта и подгоричког Градског позоришта.
Прву телевизиску и филмску улогу остварила је у пројекту Груди, Марије Перовић. Касније се појавила у серијама Ван домета и Бисер Бојане односно кратком филму Неко трећи. Једну од улога добила је и у подели дугометражног остварења Младена Ђорђевића, Радничка класа иде у пакао, с радним насловом Први мај.
Играла је у српској верзији сапунице Династија у улози инспекторке Милица Дошен, а остварила је и епизодну улогу у серији Зборница.

## Улоге

### Позоришне представе
| Наслов                  | Улога           | Редитељ          | Позориште                                       | Премијера           |
| ----------------------- | --------------- | ---------------- | ----------------------------------------------- | ------------------- |
| Creeps                  | Славена Шобајић | Дамјан Пејановић | Црногорско народно позориште                    | 26. април 2016.     |
| Tre sorelle             | Бјанка          | Зоран Ракочевић  | Центар за културу Тиват                         | 23. јул 2016.       |
| Енциклопедија мртвих    | М               | Ферид Карајица   | Корифеј                                         | август 2016.        |
| Бура                    | хор             | Дејан Пројковски | Црногорско народно позориште                    | 12. октобар 2016.   |
| Истрага                 | хор             | Стефан Саблић    | Црногорско народно позориште                    | 7. март 2017.       |
| Ми дјеца са станице Зоо | Наркоманка      | Ана Вукотић      | Градско позориште Подгорица                     | 16. мај 2017.       |
| Укроћена горопад        | Хортенсио       | Зоран Ракочевић  | Црногорско народно позориште                    | 1. август 2017.     |
| Бог масакра             | Вјера           | Синиша Евтимов   | Зетски дом                                      | 2. фебруар 2018.    |
| Мали пират              | Блерта          | Милан Караџић    | Центар за културу Тиват                         | 20. децембар 2018.  |
| Бокешки Д-мол           |                 | Милан Караџић    | Центар за културу Тиват                         | 11. јул 2019.       |
| На ивици неба           |                 | Веселка Кунчева  | Градско позориште Подгорица                     | 13. децембар 2019.  |
| Медвјед и просидба      |                 |                  | Центар за културу „Војислав Булатовић – Струњо” | 11. септембар 2020. |
| Игифенија               |                 | Зоран Ракочевић  | Центар за културу Колашин                       | 10. април 2021.     |
| Голф четворка           |                 |                  | Центар културних збивања „Рибница”              | 14. март 2023.      |
| Мајка Земља             |                 | Миња Новаковић   | Драмски студио „Празан простор”                 | 13. новембар 2022.  |
| Сутон у јаворовом врту  |                 | Зоран Ракочевић  | Центар за културу Колашин                       | 25. фебруар 2023.   |

### Филмографија
| Год.  | Назив                      | Улога                    |
| ----- | -------------------------- | ------------------------ |
| 2018. | Груди (серија)             | Лаура                    |
| 2018. | Ван домета (серија)        |                          |
| 2019. | Бисер Бојане (серија)      |                          |
| 2020. | Груди                      | Лаура                    |
| 2020. | Неко трећи (кратки филм)   | Бебиситка                |
| 2021. | Династија (серија)         | Инспекторка Милица Дошен |
| 2022. | Зборница (серија)          | Дуња                     |
| 2023. | Радничка класа иде у пакао | Марија                   |

## Награде и признања
| Година | Остварење | Награда                                                                           |
| ------ | --------- | --------------------------------------------------------------------------------- |
| 2022.  | Игифенија | Награда за најбољу епизодну улогу на Међународном театарском фестивалу у Приштини |
| 2022.  | Игифенија | Награда за најбољу женску улогу на Међународном фестивалу античке драме у Велесу  |